# معصومه سلطان بیگم
معصومه سلطان بیگم (مرگ در حدود ۱۵۰۸ میلادی) ملکه دره فرغانه و سمرقند به عنوان چهارمین همسر امپراتور بابر، بنیان‌گذار امپراتوری گورکانی و اولین پادشاه گورکانی هند بود.
معصومه دختر عموی پدرش بود و از خاندان تیموری بود. او پنجمین و کوچکترین دختر عموی پدری بابر، سلطان احمد میرزا، پادشاه سمرقند و بخارا بود.

## خانواده و تبار
معصومه سلطان بیگم به عنوان پنجمین و کوچکترین دختر سلطان احمد میرزا، پادشاه سمرقند و بخارا، و پنجمین همسرش حبیبه سلطان بیگم، خواهرزاده سلطان حسین آغون، به دنیا آمد. او چهار خواهر ناتنی بزرگتر داشت که یکی از آنها، عایشه بیگم، همسر سابق شوهرش بابر بود و دو نفر دیگر همسران برادرانش شدند.
او دخترخوانده مهرنگار خانم، خواهر مادر بابر، قتلغ نگار بیگم بود. او همچنین خواهر ناتنی عایشه بیگم، اولین همسر بابر بود که بعداً تحت تأثیر خواهر بزرگترشان رابعه سلطان بیگم، او را طلاق داد.
پدرش بزرگترین پسر و جانشین ابوسعید گورکان، پادشاه تیموری بود. عموهای پدری معصومه شامل عمر شیخ میرزای دوم، حاکم دره فرغانه بود که بعداً پدرشوهر او نیز شد، در حالی که پسرعموهای او شامل شوهر آینده‌اش، بابر، و خواهر بزرگترش، خانزاده بیگم بودند.

## ازدواج
پس از از دست دادن سمرقند و اندیجان توسط بابر، حبیبه سلطان بیگم، مادر معصومه، او را به هرات آورد. روزی که بابر در سفرش به خسروان به دیدار یکی از بستگان بزرگترش می‌رفت، معصومه به همراه مادرش به آنجا آمد. معصومه عاشق او شد. همانطور که بابر می‌گوید: «بلافاصله احساس کردم که تمایل زیادی به من دارد.» بابر از او خواستگاری کرد. پس از تبادل پیام‌های خصوصی، خویشاوند بزرگتر بابر و پاینده سلطان بیگم (همسر سلطان حسین بایقرا) با حبیبه سلطان بیگم قرار گذاشتند که دومی دخترش را برای بابر به کابل بیاورد. سپس بابر به کابل نقل مکان کرد و در سال ۱۵۰۷ با او ازدواج کرد.

## مرگ
یک سال پس از ازدواجش، دختری به دنیا آورد، در زمان تولد او در بستر زایمان بیمار شد و درگذشت. نام او به دخترش داده شد.